# MDR Klassik
 (décembre 2023).
Si vous disposez d'ouvrages ou d'articles de référence ou si vous connaissez des sites web de qualité traitant du thème abordé ici, merci de compléter l'article en donnant les références utiles à sa vérifiabilité et en les liant à la section « Notes et références ».
MDR Klassik est une station de radio de la Mitteldeutscher Rundfunk consacrée à la musique classique.

## Programme
La programmation musicale s'étend essentiellement des époques anciennes à la musique contemporaine, à la musique de film et à la musique légère inspirée de la musique classique. De 6 h à 10 h, le programme comprend des productions communes avec MDR Kultur et MDR aktuell. En mai 2012, l'offre de programme s'élargit à l'occasion du dixième anniversaire avec de nouvelles séries telles que "Le Concert" et "L'Œuvre".
La programmation propose aussi du jazz et de la musique pop. Certaines programmes sont pris en charge par MDR Kultur, de minuit à 6 h par ARD-Nachtkonzert.

### Source de la traduction
- (de) Cet article est partiellement ou en totalité issu de l’article de Wikipédia en allemand intitulé « MDR Klassik » (voir la liste des auteurs).